# Eincheville
Eincheville (deutsch Enschweiler) ist eine französische Gemeinde mit 223 Einwohnern (Stand 1. Januar 2022) im Département Moselle in der Region Grand Est (bis 2015 Lothringen). Sie gehört zum Arrondissement Forbach-Boulay-Moselle.

## Geografie
Die Gemeinde Eincheville liegt im Norden der historischen Region Lothringen, etwa 30 Kilometer südöstlich von Metz.

## Geschichte
Der Ort wurde 1196 erstmals als Enswilre erwähnt. Weitere Schreibweisen waren Ensweiler (1257), Ancheweiler (1287) und Enssweiller (1594).
Im Wappen von Eincheville wird die frühere Teilung des Ortes zwischen zwei Herrschaften deutlich: Heraldisch rechts das Wappen von Haraucourt für die Markgrafschaft Faulquemont und heraldisch links das Wappen derer von Salm für die Grafschaft Morhange.

### Bevölkerungsentwicklung
| Jahr      | 1962 | 1968 | 1975 | 1982 | 1990 | 1999 | 2009 | 2019 |
| Einwohner | 187  | 189  | 197  | 191  | 192  | 189  | 218  | 222  |

## Sehenswürdigkeiten
- Kirche Saint-Gengoulf von 1855
- Friedhofskapelle

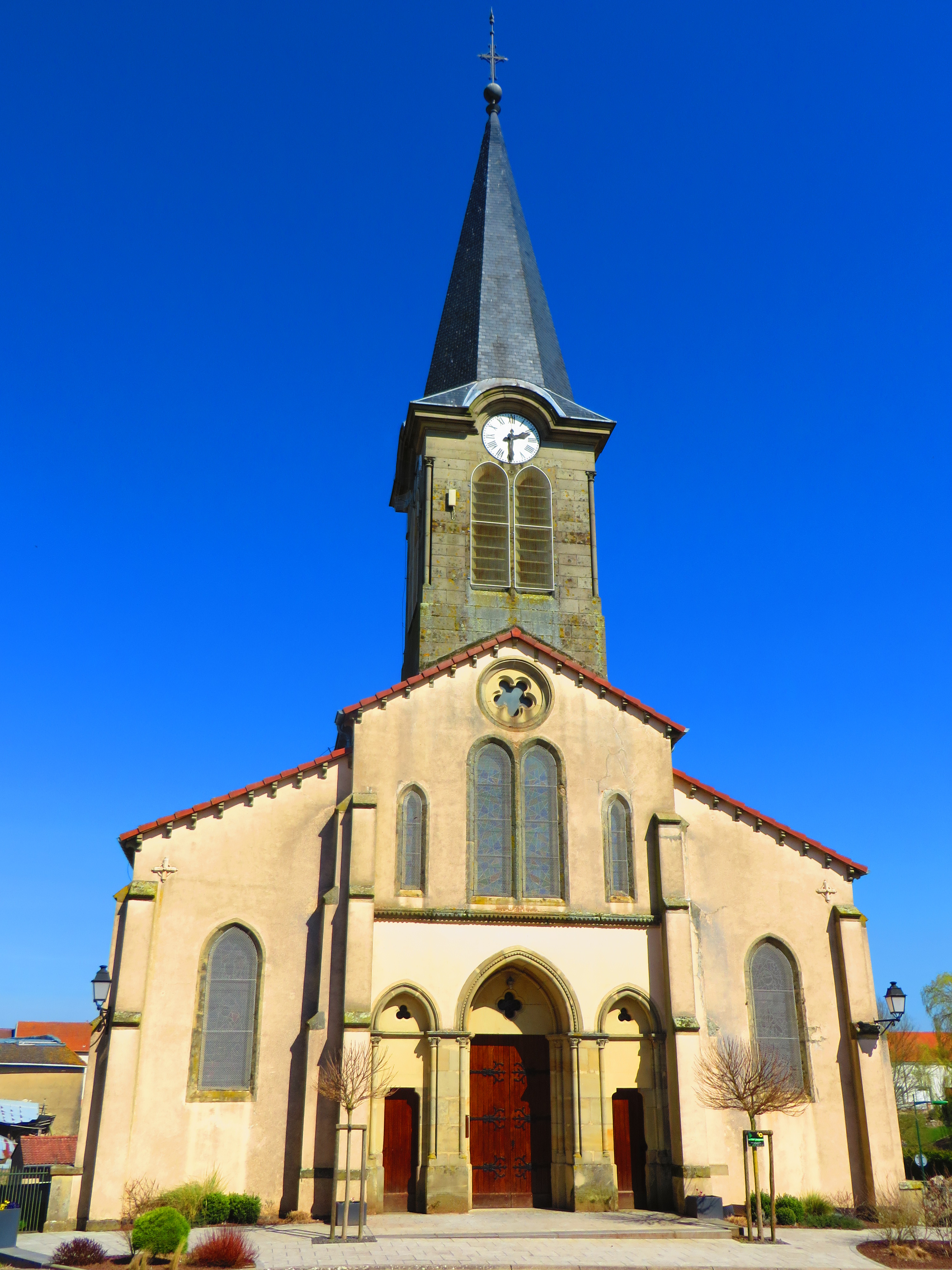
Kirche Saint-Gengoulf
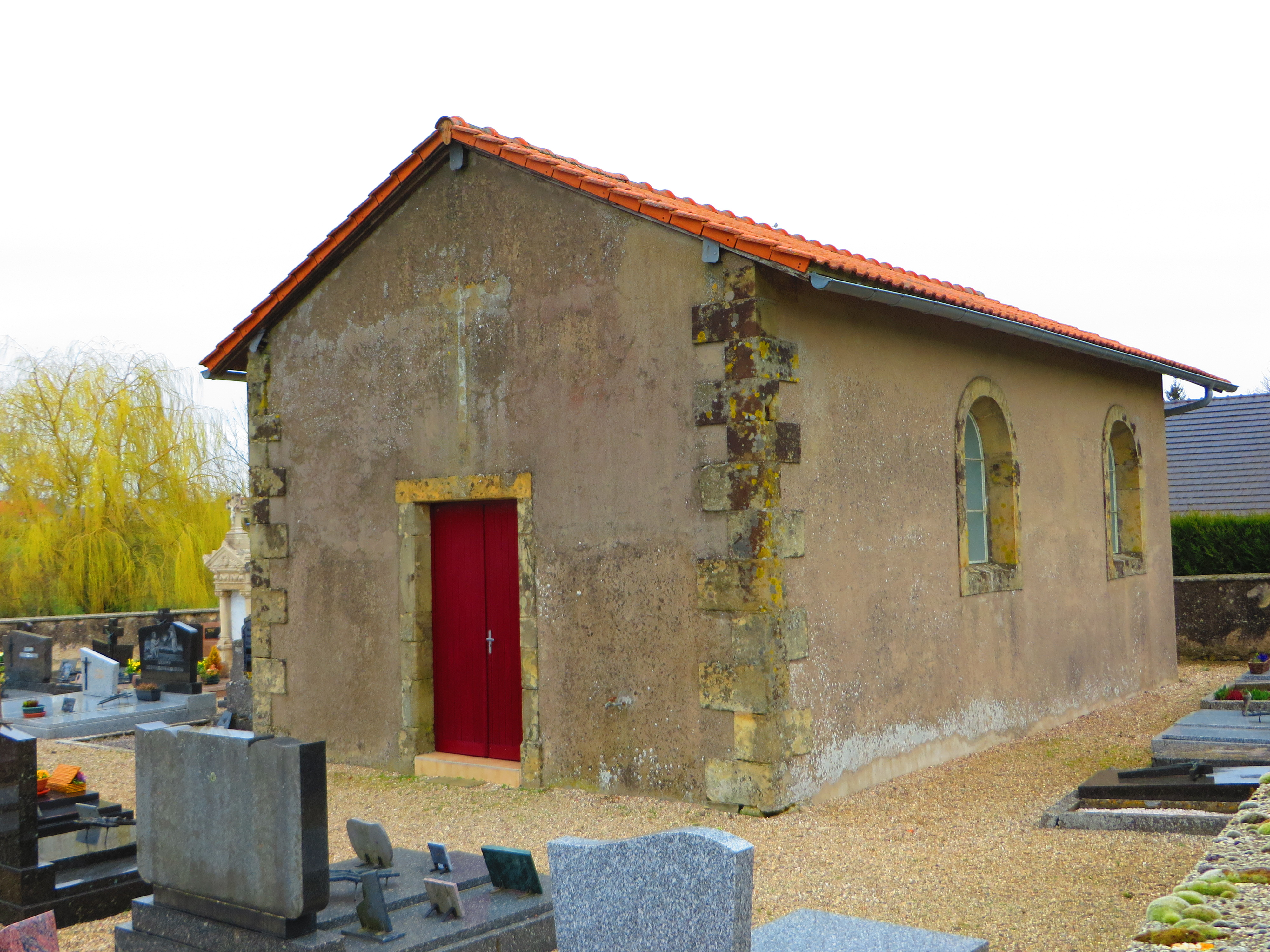
Friedhofskapelle

## Belege
1. ↑  Wappenbeschreibung auf genealogie-lorraine.fr (französisch)